# حياسة
حياسة أو قرش حياسة (الاسم العلمي: Chiloscyllium)، جنس قروش من فصيلة أشلاقيات نصفية.
هي قروش صغيرة القد، تتمیز ببروز شفتيها إلى الخارج طيها إلى الخلف مكونة ما يشبه الذقن تحت الفم.